# Axíoque
Na mitologia grega, Axíoque /əɡˈzaɪəˌkiː,_æɡʔ/ (Άξιόχη) é uma ninfa. Ela é a mãe de Crisipo, filho ilegítimo de Pélope. Ela também é referida como "Danais".